# پاریس بارکلی
پاریس بارکلی (انگلیسی: Paris Barclay؛ زادهٔ ۳۰ ژوئن ۱۹۵۶) یک فیلم‌نامه‌نویس، کارگردان، و تهیه‌کننده اهل ایالات متحده آمریکا است. وی از سال ۱۹۸۹ میلادی تاکنون مشغول فعالیت بوده‌است.